# Hamersleben
Hamersleben is een plaats en voormalige gemeente in de Duitse deelstaat Saksen-Anhalt, en maakt deel uit van de gemeente Am Großen Bruch in de Landkreis Börde.
Hamersleben telt 1.167 inwoners.

## Monumenten
- Klooster Hamersleben